# Archanara striata
Archanara striata är en fjärilsart som beskrevs av Barend J. Lempke 1941. Archanara striata ingår i släktet Archanara och familjen nattflyn. Inga underarter finns listade i Catalogue of Life.